# Sätertjärnen (Frostvikens socken, Jämtland, 717617-140436)
Sätertjärnen är en sjö i Strömsunds kommun i Jämtland och ingår i Ångermanälvens huvudavrinningsområde. Sjön har en area på 0,104 kvadratkilometer och ligger 557 meter över havet.

## Delavrinningsområde
Sätertjärnen ingår i det delavrinningsområde (717365-140187) som SMHI kallar för Mynnar i Kvarnbergsvattnet. Medelhöjden är 533 meter över havet och ytan är 11,79 kvadratkilometer. Räknas de 5 avrinningsområdena uppströms in blir den ackumulerade arean 691,37 kvadratkilometer. Brännälven som avvattnar avrinningsområdet har biflödesordning 3, vilket innebär att vattnet flödar genom totalt 3 vattendrag innan det når havet efter 336 kilometer. Avrinningsområdet består mestadels av skog (88 procent). Avrinningsområdet har 0,1 kvadratkilometer vattenytor vilket ger det en sjöprocent på 0,9 procent.